# Chróścice
Chróścice est une localité polonaise du gmina de Dobrzeń Wielki dans la voïvodie et le powiat d'Opole.